# Aphelinus hordei
Aphelinus hordei är en stekelart som beskrevs av Kurdjumov 1913. Aphelinus hordei ingår i släktet Aphelinus och familjen växtlussteklar.
Artens utbredningsområde är Ukraina. Inga underarter finns listade i Catalogue of Life.